# Bajuk
Bajuk je priimek v Sloveniji, ki je ga po podatkih Statističnega urada Republike Slovenije na dan 1. januarja 2010 uporabljalo 270 oseb in je med vsemi priimki po pogostosti uporabe uvrščen na 1.561. mesto.

## Znani nosilci priimka
- Bajuk - belokranjska izletniška kmetija
- Andrej Bajuk (1943—2011), ekonomist, bančnik in politik
- Božidar Bajuk (1908—1989), klasični filolog, zborovodja, glasbeni publicist v izseljenstvu
- Erika Marija Bajuk, slikarka v ZDA
- Jože Bajuk (*1974), pravnik in menedžer, slovaropisec
- Jurij (Jorge) Bajuk, zdravnik, glavni kirurg v Mendozi (Argentina)
- Katarina (Kati) Bajuk (r. Grintal) (1942—2018), prof. angleščine, žena Andreja B.
- Katica Bajuk Studen, zdravnica tirologinja
- Lidija Bajuk (*1965), hrvaška kantavtorka, pesnica, pisateljica, etnomuzikologinja, glasbenica
- Marko Bajuk (1892—1961), klasični filolog, šolnik, zborovodja in skladatelj
- Marko Bajuk (1915—2007), inž., gojitelj slovenskih ornamentov v Argentini
- Marcos Bajuk (*1938), agronom, rektor (Mendoza, Argentina)
- Marcos (Marko) Bajuk (*1952), baritonist, solo-pevski pedagog, izdelovalec belokranjskih pisanic
- Martin Bajuk, predsednik občine Božakovo, član Banskega sveta Dravske banovine
- Stane Bajuk (1919—1943), organizator študentskega gibanja, partizanski komisar
- Nataša Bedernjak Bajuk, zdravnica
- Tatiana Bajuk Senčar (*1969), socialna/kulturna antropologinja in etnologinja
- Valentin Bajuk, odvetnik